# 死結 (賽局理論)
在賽局中，死結 是指一個遊戲中，雙方得到最大利益的純策略為支配性策略，且和對方互斥(右邊的收支矩陣就是一個例子)。對於列玩家(row)而言，選擇d能得到的利益永遠比c大，行(column)玩家也是如此，因為他們會使用(d, D)。

## 定義
|   | C    | D    |
| c | a, b | c, d |
| d | e, f | g, h |

任何滿足了以下兩個條件的，就是一個死結：(1) e>g>a>c  和 (2) d>h>b>f。以上條件都需要d和D是支配性策略。(d, D)對雙方而言是互斥的，他們都希望對手選擇c(C)而不是d(D)。

和囚犯困境一樣，這些遊戲只有唯一一個納什均衡點：(d, D)。